# North Sea Texas
North Sea Texas (en holandés: Noordzee, Texas) es una película de drama belga y la primera del director de culto Bavo Defurne, protagonizada por Jelle Florizoone y Mathias Vergels. El guion fue escrito por Bavo Defurne y Yves Verbraeken y se basa en la novela infantil Nooit gaat  dit over (Nunca se trata de esto) escrita por Andre Sollie. La película cuenta la historia de Pim, un niño, que vive con su imprudente madre y se enamora de su mejor amigo, Gino.

## Trama
Un joven Pim y su madre Yvette asisten a una feria donde conocen al trabajador Zoltan. Zoltan decide alquilar una habitación en la casa de Yvette y Pim cuando él está en la ciudad, pero hasta después de unos años no se presenta de nuevo. Después de esto la película salta unos años en el futuro.
Pim e Yvette viven en una debilitada casa en algún lugar de la costa belga. Ella es una “joven estrella” local y su amigo Etienne le impulsa a que a que en las noches tiene que “actuar”. Pim es un poco mayor, pero todavía infantil. Un día se va dentro de la habitación de su madre y se viste con la ropa de desfile de su madre, ella entra pero él se mantiene en calma. Pim se da a conocer a Gino, que es tres años mayor, a Sabrina y a su madre, Marcela, y le adoptan como una segunda familia.
Pim tiene ahora 14 años, es la víspera de su 15 cumpleaños. Él mantiene una estrecha amistad con Gino. Ellos comparten un momento íntimo cuando se masturban el uno frente al otro. Pim le pide la tela sucia, que Gino sólo utiliza para limpiarse a sí mismo, y lo mantiene en una pequeña caja de recuerdos junto con algo de ropa que su madre solía usar.
En su cumpleaños él visita Marcella. Sabrina le pregunta a su madre si Pim se puede quedar a pasar la noche. Él y Gino duermen en una tienda de campaña en la playa, él da un íntimo beso que después de algunas dudas se indica que han tenido relaciones sexuales. Durante el próximo mes su relación se desarrolla. Sin embargo, un día después de tener relaciones sexuales en el estanque, Gino empieza a ir a De Panne regularmente. Los dos empiezan a ir más lejos. Gino parece tener una novia llamada Françoise y él se va a vivir con ella a Dunkerque. Pim se aísla y vuelve a dibujar y escapa a su mundo de los sueños. De vuelta a casa de Sabrina y Marcela, Sabrina descubre a Gino y a Françoise intimando. Pim los vio desde una ventana abierta mientras se paraba en frente de su casa. Pim entonces rompe la motocicleta de Gino. Él se deprime y llora en frente de su casa. Cuando Gino baja y se encuentra la motocicleta afectada por los actos de vandalismo, se encuentra que la tela que había dado a Pim hace unos años está envuelta en el tubo de escape.
Más tarde, Sabrina intenta intimar más con Pim, ya que estaba encaprichada de él. Bajo el pretexto de que Françoise va a alquilar la habitación de Yvette, Sabrina busca a escondidas en la habitación de Pim y encuentra un dibujo de Gino medio desnudo. Sabrina se enfureció por esto y se vuelve hostil con Pim cada vez que lo ve. Ella comenta a su madre que Pim podría ser homosexual y estar enamorado de Gino, pero Marcella no responde a esto. Más tarde, Yvette rompe su amistad con Etienne y afirma que intentó violarla. Zoltan aparece y una vez más alquila la habitación libre de Yvette. Yvette se siente atraída por Zoltan. Pim también es atraído por Zoltan pero este no capta las intenciones de Pim.
Cuando Pim tiene casi 17 años, Gino contacta con él y se encuentran. Gino afirma que los momentos íntimos compartidos con él no eran más que un juego de niños y niega estar enamorado de él. Pim golpea a Gino de modo que cae al suelo y luego corre a su casa donde más tarde encuentra a su madre y a Zoltan teniendo relaciones sexuales. Al anochecer él huye de su casa. Cuando regresa, encuentra a su madre y a Zoltan que se dieron a la fuga y lo dejaron atrás. Pim tiene la impresión de que todo el mundo lo dejó atrás y se vuelve cada vez más y más introvertido.
Marcella le ofrece la habitación de Gino lo cual molesta a Sabrina. Algún tiempo después, Marcella tiene que ir al hospital debido a sus riñones. En su lecho de muerte muestra a sus hijos una imagen de su padre, al que nunca conocieron. Ella le pide la mano de Gino en su mano derecha y la de Pim a su izquierda. A continuación, levanta las manos de ambos y las pone juntas, aceptando su probable homosexualidad. Los dos se toman de las manos por un breve momento en el que muere Marcella. La muerte de Marcella conduce más aún a Pim a creer que verdaderamente está solo en el mundo. Quema la caja con todas sus posesiones. Pim entonces se desnuda, desnudo corre por el océano diciendo las letras del alfabeto y deja que las olas lo superen.
En el funeral de Marcella, Pim le pregunta a Gino dónde está Françoise. Afirma que está enferma. Pim y Sabrina ahora viven en casa de Marcella juntos y comienzan a reparar su tensa amistad desde que Sabrina descubrió que Pim era gay. En un día lluvioso Gino entra. Después de una charla con Pim, Gino lo agarra y lo mueve contra la pared. Le da a Pim el paño diciéndole que ate un nudo en él para que nunca lo olvide. Luego procede a besar a Pim en el cuello y los dos se abrazan apasionadamente. Pim le dice a Gino que "se quede" y la película termina cuando los dos se besan.

## Música
- Theme Song - Wooly Clouds de Little Auk

- Vissers van Capri - G. De Winckler, R. Siegell

- De muziekkampioen - F. Bay, T. Corsari

- Teach me Tiger - April Stevens

## Reparto
- Jelle Florizoone - Pim[1][2]
- Mathias Vergels - Gino
- Eva Van Der Gucht - Yvette
- Nina Marie Kortekaas - Sabrina
- Katelijne Damen - Marcella
- Thomas Coumans - Zoltan
- Luk Wyns - Etienne
- Ben Van den Heuvel - Pim de pequeño
- Noor Ben Taout - Sabrina de pequeña
- Nathan Naenen - Gino de pequeño
- Ella-June Henrard - Françoise
- Patricia Goemaere - Simonne
- Daniel Sikora - Maurice
- Victor Zaidi - Julien

## Recepción de la crítica
La película recibió críticas positivas de críticos de cine. La reseña de Rotten Tomatoes informa que el 81% de los 26 críticos profesionales dieron a la película una revisión positiva. Henry Barnes de The Guardian, dijo que “North sea Texas se ve hermoso, se actúa brillantemente, pero es difícil seguir cuando Pim está a la deriva en un mundo de ensueño." Allan Hunter del Daily Express lo llamó " Un pequeño calentador de corazón de una película ".
Ignatiy Vishnevetsky de los Sun-Times de Chicago lo visionó y comparó la película con los anteriores esfuerzos del director: "Entonces, ¿por qué es que Campfire es fascinante, mientras que North Sea Texas es a menudo aburrido?" Vishnevetsky señala que esta es el primer largometraje de Bavo Defurne, habiendo hecho cortometrajes desde 1990, y Defurne no desarrolla los personajes o la historia con el tiempo extra.

## Premios
En la edición de 2011 del Festival Internacional de Cine de Montreal, la película recibió dos premios: el "Zénite de Plata para la Primera Largometraje de Ficción" y el "Premio Fipresci de una película en el Primer Concurso de Películas". A finales de octubre, la película se estrenó en el Festival Internacional de Cine de Roma, recibió una calurosa bienvenida, recibiendo el Premio Marc'Aurelio Alice nella Città 13 + del Festival. 
En enero, la película fue seleccionada para el Festival Internacional de Cine de Palm Springs, junto con otras cuatro películas flamencas. Fue lanzado en los Estados Unidos por Strand Releasing, después de que comprara los derechos de la película a Wavelength Pictures.
La película también fue proyectada en el London Lesbian and Gay Film Festival y fue lanzado el 6 de abril de 2012 en el Reino Unido. En 2013 fue proyectada en el Festival Internacional de Cine LGBT de Tel Aviv, TLVFest.